# Hara Kiri (film)
Hara Kiri è un film del 2016 diretto da Aitch Alberto.

## Trama
August e Beto, due skater di strada innamorati l'uno dell'altro, decidono di suicidarsi dopo aver trascorso insieme un'ultima giornata.